# Hohenzollernkette
De Hohenzollernkette (Nederlands: Hohenzollernketen), was een hoge Pruisische onderscheiding. In de 19e eeuw werden deze ketens veel gedragen door de prinsen uit de beide takken van het Huis Hohenzollern. Dat waren de agnaten uit het Huis Hohenzollern-Sigmaringen en de Pruisische prinsen.
De keten was kort en bestond uit schakels met het wapen van Zollern, Neurenberg en de gouden staf van de Erfkamerheer van het Heilige Roomse Rijk van de Duitse Natie. Aan de keten werd het kleinood van de Huisorde van Hohenzollern, dat kon het kruis, het kruis met zwaarden of de adelaar van de zogenaamde "Inhaber" zijn. De rang van "Inhaber", men zou ze in het Nederlands "drager" of "bezitter" noemen, was bestemd voor kunstenaars, wetenschappers en theologen.
Deze kruisen konden met diamanten, zwaarden, zwaarden aan de ring, kleine johanniterkruisen en jubileumgetallen zijn versierd. De ordeketen was voor iedereen gelijk.
De in 1852 ingestelde keten werd alleen gedragen door de Grootcommandeur (Duits: "Großkomtur"), de hoogste graad in de Huisorde van Hohenzollern, drager van adelaar of kruis met of zonder ster.

Deze Grootcommandeurs droegen een korte keten met daaraan een kleinood, dat wil zeggen kruis of adelaar, van de orde om de hals. Deze onderscheiding werd buiten de familie ook aan een klein aantal hoge Duitse bestuurders en officieren uitgereikt.
De keten werd, anders dan de veel grotere en zwaardere ketens van orden als de Hoge Orde van de Zwarte Adelaar en de Orde van de Rode Adelaar ook 's avonds en bij minder plechtige gelegenheden gedragen. De grote ketens werden alleen op bevel van de Keizer gedragen.
De keten was voor de Hohenzollern belangrijk. Ze komt op veel portretten voor en koning Friedrich Wilhelm IV van Pruisen werd met de keten begraven.
In de late 19e eeuw zag men de talrijke prinsen uit het Huis Hohenzollern-Sigmaringen, de Prins van Hohenzollern-Hechingen en de jongere in Pruisen regerende tak van de Hohenzollern in Duitsland vaak met deze keten geportretteerd. Na de Tweede Wereldoorlog raakte de keten in onbruik. In de Eerste Wereldoorlog liet Keizer Wilhelm II de zwarte vlag op het stamslot hijsen nadat Roemenië de oorlog aan Duitsland en Oostenrijk had verklaard. De in Roemenië regerende tak van de Hohenzollern werd uit het familieregister geschrapt en zal de keten niet meer hebben mogen dragen.

## De materialen
De keten was rijk uitgevoerd. Men had het gedeeltelijk vergulde zilver geëmailleerd, een kostbare en moeilijke techniek waarbij emaille op het metaal werd aangebracht en in een oven werd verhit. Emaille is kwetsbaar en een schakel raakt dan ook snel beschadigd. De grote schakels zijn met kleine zilveren kettingen aan elkaar verbonden.
Er was geen keten met edelstenen of van een afwijkend materiaal of ontwerp die als hogere onderscheiding kan worden gezien. De tussen 1859 en 1899 verleende kruisen met briljanten werden aan een "gewone" keten gedragen.
Er was geen keten voor dames voorzien. Vrouwen werden niet in deze orde opgenomen.

## Het decoratiebeleid
De onderscheiding was het erfdeel van de Pruisische prinsen en de prinsen uit het Huis Hohenzollern maar daarnaast werden ook zeer verdienstelijke Duitsers, vaak militairen, onderscheiden. Ook vreemdelingen werden soms met deze onderscheiding geëerd.
Dit was een van de hoogste en meest exclusieve onderscheidingen in een tijd waarin de Pruisische orden van groot maatschappelijk belang waren. De keten van de Hoge Orde van de Duitse Adelaar was formeel hoger, maar de Hohenzollernkette werd minder vaak verleend. Volgens de akten zijn er 258 van deze ketenen uitgereikt. Daarvan hoorden 252 bij het kruis van een Grootcommandeur in de Hohenzollerorde. Zes van de ketens werden door een "Inhaber" met daaraan een adelaar gedragen. 29 van deze grootcommandeurs droegen een kruis en ster met diamanten, met zwaarden, met zwaarden aan de ring of met een jubileumsgetal. Deze bijzondere eerbewijzen konden in combinatie met elkaar voorkomen. Tijdens zijn ballingschap in Nederland heeft Wilhelm II nog vijf adelaars voor grootcommandeurs en een kruis van een grootcommandeur in de Hohenzollerorde toegekend.
Een Nederlandse drager was graaf Godard van Aldenburg-Bentinck. Wilhelm II van Duitsland, Keizer en Koning in ballingschap op Kasteel Amerongen en later te Huis Doorn heeft de keten van de Huisorde van Hohenzollern op 6 november 1922 nog uitgereikt aan zijn gastheer op Amerongen.
In Duitsland werden vooral de leden van de Hohenzollernfamilie onderscheiden. De keten speelde geen belangrijke rol bij het decoreren van vooraanstaande vreemdelingen. Zij kwamen voor de andere Pruisische orden in aanmerking. 
De ketens zijn kostbaar en vrij zeldzaam, een keten bracht in 2002 op een veiling € 9.200,- op.
De Britse verwanten van de Hohenzollerns hebben zich laten inspireren door de keten. In 1902 heeft Edward VII van het Verenigd Koninkrijk de Koninklijke Victoriaanse Keten ingesteld. Ook deze korte keten werd rond de kraag gedragen en tot aan de Tweede Wereldoorlog zag men George V en George VI en de koninklijke hertogen in gala-uniform steeds deze Britse keten dragen.

## Literatuur

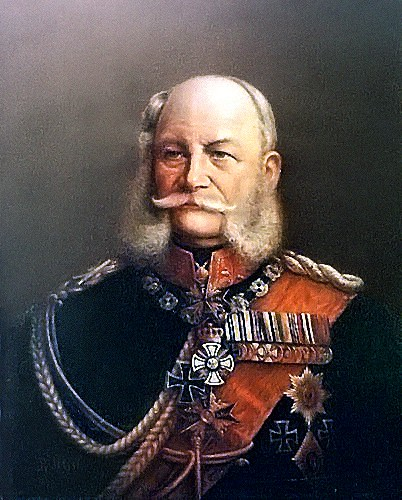
De stichter, Wilhelm I met de keten, driemaal een IJzeren Kruis (uit 1813 en tweemaal uit 1870) en versierselen van de Orde Pour le Mérite en de Hoge Orde van de Zwarte Adelaar.
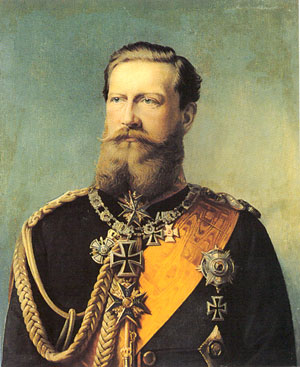
Frederik III met de keten, tweemaal een IJzeren Kruis uit 1870 en versierselen van de Orde Pour le Mérite en een ster van de Hoge Orde van de Zwarte Adelaar waarin de Kousenband is verwerkt.
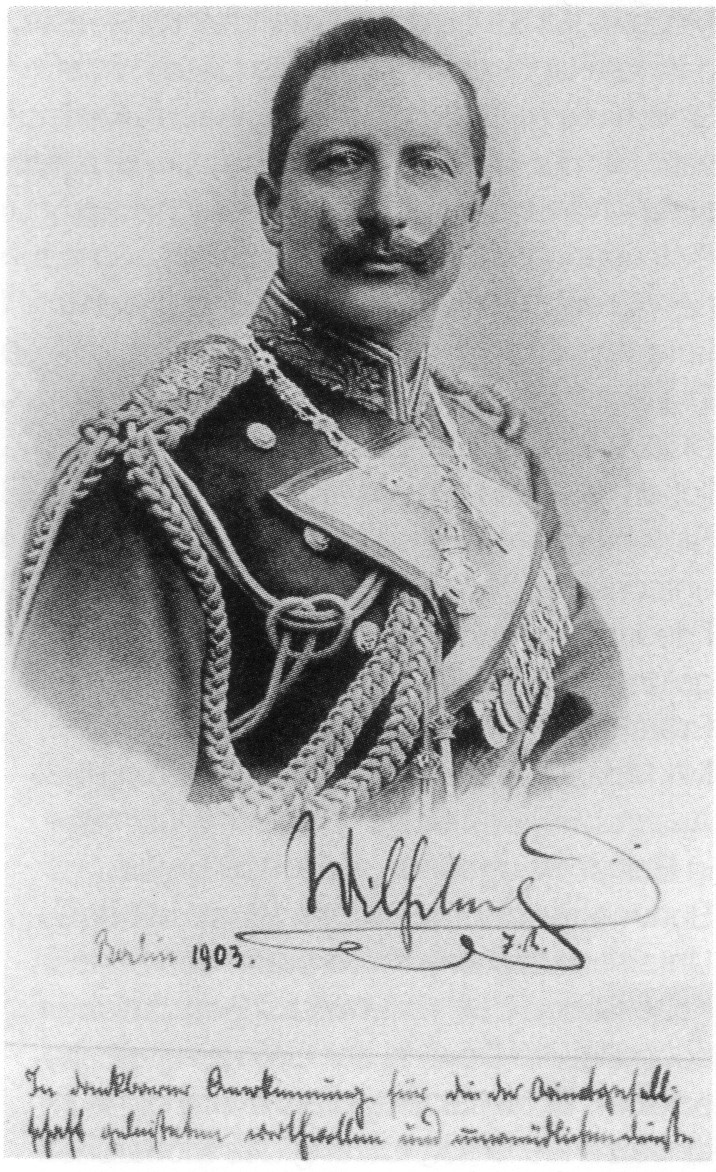
De "Kaiser" Wilhelm II met de Hohenzollernketen.
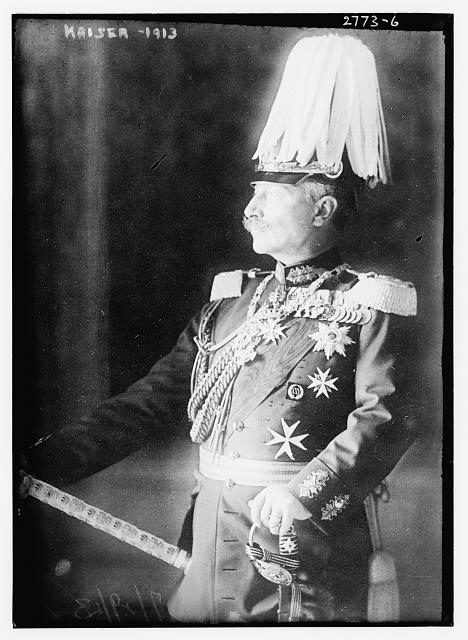
Wilhelm II. De keten staat op vrijwel alle militaire portretten.
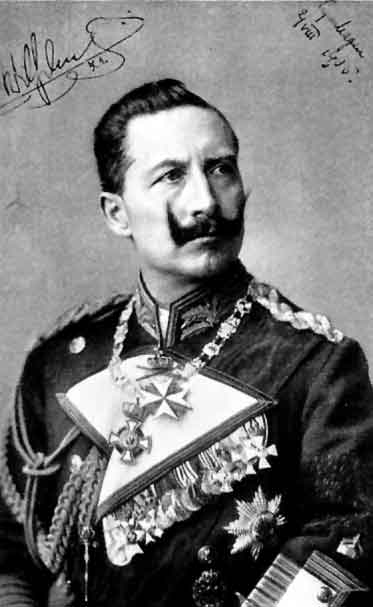
Wilhelm II draagt de keten op het uniform van een Duitse groot-admiraal.
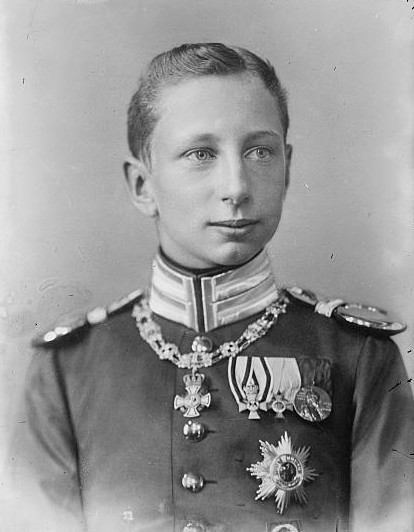
Prins Joachim van Pruisen met de keten
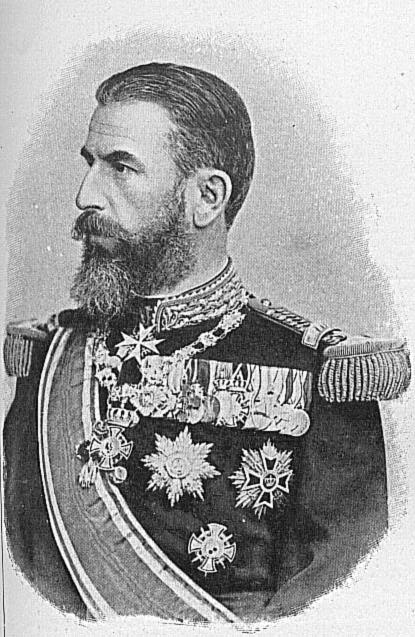
Een Hohenzollernprins met de keten; Koning Carol I van Roemenië.